# Mastertronic Group
Mastertronic Group è stata un'azienda produttrice di videogiochi britannica.

## Storia
Mastertronic Group venne fondata nel 2004 in seguito a una fusione fra The Producers e Sold Out Sales & Marketing. Frank Herman, uno dei fondatori dell'originale Mastertronic ed ex presidente della Sega Europe, fu coinvolto nelle trattative per riacquistare il nome da Sega nel 2003. Frank Herman morì nel 2009 e la società passò a MD Andy Payne e Garry Williams. L'azienda venne chiusa nel mese di novembre del 2015.
In seguito alla chiusura della Mastertronic, la Sold Out Games continua a distribuire giochi come Yooka-Laylee and the Impossible Lair, (2019), Zombie Army 4: Dead War (2020) e No Straight Roads (2020).